# Valpurge de Rodez
Valpurge de Rodez, née vers 1275, morte en 1313, fut vicomtesse de Creyssel de 1304 à 1313. Elle était fille d'Henri II, comte de Rodez et vicomte de Carlat et de Creyssel, et de Mascarose de Comminges.
Elle épousa en 1298 Gaston († 1326), vicomte de Fézensaguet, et eut :
- Géraud III d'Armagnac (1299 † 1339), vicomte de Fézensaguet et vicomte de Creyssel.
- Bernard d’Armagnac, seigneur de la Barthe.
- Roger d’Armagnac, seigneur de Lavardens
- Mascarose d’Armagnac, mariée le 21 mai 1321 à Guitard d’Albret, seigneur de Verteuil